# Acétate de rhodium(II)
L'acétate de rhodium(II) est un composé chimique de formule Rh2(CH3COO)4. Il se présente sous la forme d'une poudre vert foncé légèrement soluble dans les solvants polaires, y compris dans l'eau. Il est utilisé comme catalyseur pour la cyclopropénation des alcènes. Il est très étudié comme exemple de complexe carboxylate de métal de transition. Le dihydrate cristallise dans le système monoclinique avec le groupe d'espace C2/c (no 15). Il s'agit d'un dimère contenant deux atomes de rhodium ayant chacun une géométrie octaédrique matérialisée par quatre atomes d'oxygène des groupes acétate, une molécule d'eau et une liaison Rh–Rh longue de 239 pm. La molécule d'eau peut être remplacée, et diverses autres bases de Lewis peuvent occuper les positions axiales. L'acétate de cuivre(II) Cu(CH3COO)2 et l'acétate de chrome(II) hydraté Cr2(CH3COO)4(H2O)2 adoptent une structure comparable.

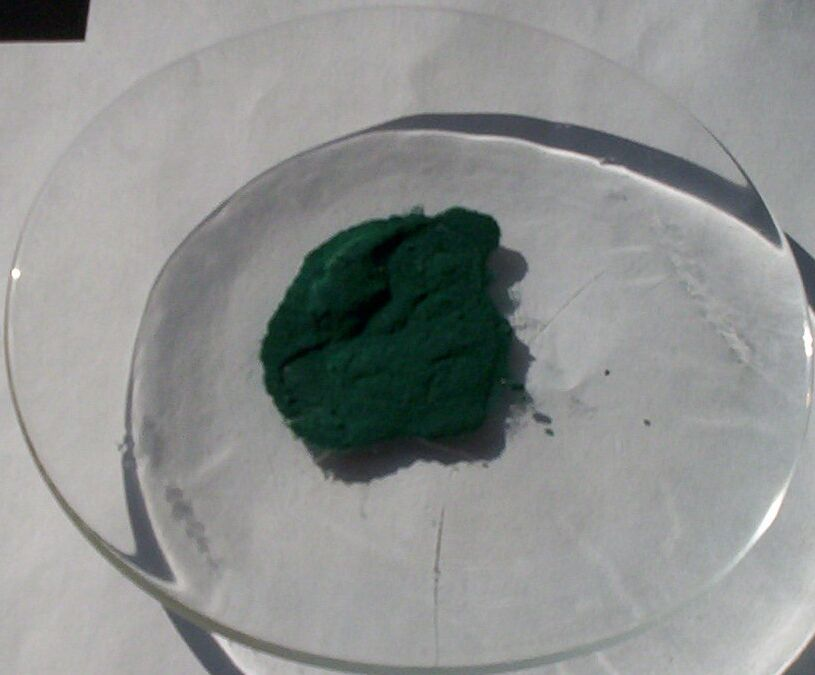
Apparence de l'acétate de rhodium(II).

L'acétate de rhodium(II) est généralement préparé en chauffant du chlorure de rhodium(III) hydraté RhCl3(H2O)3 dans l'acide acétique CH3COOH. Le dimère d'acétate de rhodium(II) peut ensuite subir un échange de ligands remplaçant l'acétate par un autre carboxylate :
Rh2(CH3COO)4 + 4 RCOOH ⟶ Rh2(RCOO)4 + 4 CH3COOH.
Son utilisation en synthèse organique a été explorée dans les années 1970 par Teyssié et al. à travers l'insertion dans certaines liaisons et la cyclopropanation d'alcènes et de composés aromatiques. Il se lie sélectivement aux ribonucléosides — et non aux désoxyribonucléosides — en se liant sélectivement à leurs hydroxyles 2’ et 3’.
L'acétate de rhodium(II) est plus réactif que l'acétate de cuivre(II) et permet plus facilement de distinguer ribonucléosides et désoxyribonucléosides car il est soluble dans l'eau, contrairement à l'acétate de cuivre.